# Pęcław (województwo dolnośląskie)
Pęcław – wieś w Polsce położona w województwie dolnośląskim, w powiecie głogowskim, w gminie Pęcław.

## Podział administracyjny
W latach 1975–1998 miejscowość położona była w województwie legnickim.

## Demografia
Największa miejscowość i siedziba gminy Pęcław. Według Narodowego Spisu Powszechnego liczyła 644 mieszkańców (III 2011 r.).

## Zabytki
Do wojewódzkiego rejestru zabytków wpisany jest obiekt:
- spichrz, z początku XIX wieku

## Kultura
W miejscowości działa zespół ludowy "Pęcławianki".